# Citharomantis falcata
Citharomantis falcata es una especie de mantis de la familia Hymenopodidae. Es la única especie del género Citharomantis.

## Distribución geográfica
Se encuentra en Sumatra y Borneo.